# 阿里·戈利扎代
阿里·戈利扎代（波斯語：‌علی قلی‌زاده，1996年3月10日—），是一名伊朗职业足球运动员，司职前锋。现效力于比利时足球甲级联赛球队沙勒罗瓦，他也代表伊朗国家足球队。

## 职业生涯

### 塞帕
阿里·戈利扎代在塞帕开始了职业生涯，伊朗职业足球联赛2013-14赛季提他被提升至一线队。在伊朗职业联赛对阵庫姆薩巴中替补出场。2017-18赛季，阿里·戈利扎代28场比赛中进入6球，他被评为当伊朗职业足球联赛最佳青年球员。

### 沙勒罗瓦
2018年5月30日，阿里·戈利扎代加盟比利时甲级足球联赛球会沙勒罗瓦。2018年11月25日，阿里·戈利扎代在对阵洛克伦的联赛中攻入了他的首粒入球。2020年1月，阿里·戈利扎代与沙勒罗瓦续约至2024年6月。